# Ковалівська сільська рада (Коломийський район)
| Ковалівська сільська рада — орган місцевого самоврядування у Коломийському районі Івано-Франківської області з адміністративним центром у с. Ковалівка. Історична дата утворення: в 1940 році. Водоймища на території, підпорядкованій даній раді: річка Лючка. Сільській раді підпорядковані населені пункти: - с. Ковалівка |

## Склад ради
Рада складається з 16 депутатів та голови.

### Керівний склад ради
| ПІБ                         | Основні відомості                                                               | Дата обрання | Дата звільнення |
| --------------------------- | ------------------------------------------------------------------------------- | ------------ | --------------- |
| Ясінський Василь Васильович | Сільський голова, 1949 року народження, освіта, безпартійний                    | 26.03.2006   | 31.10.2010      |
| Боднарук Тетяна Василівна   | Сільський голова, 1960 року народження, освіта середня спеціальна, позапартійна | 31.10.2010   |                 |

Примітка: таблиця складена за даними джерела